# Grote koedoe
De grote koedoe (Tragelaphus strepsiceros) is een grote antilope uit oostelijk en zuidelijk Afrika. Het is een van de twee soorten die 'koedoe' wordt genoemd, en behoort tot het geslacht Tragelaphus (schroefhoornantilopen). Soms wordt hij samen met de kleine koedoe in een apart (onder)geslacht, Strepsiceros geplaatst.

## Beschrijving van het uiterlijk
De grote koedoe is een zeer grote antilopesoort met een vrij lange nek. In het Pleistoceen werden de dieren nog groter. De mannetjes worden groter dan de vrouwtjes. Het mannetje wordt 195 tot 245 centimeter lang, 122 tot 150 centimeter hoog en 190 tot 315 kilogram zwaar. Enkel het mannetje draagt lange, spiraalvormige hoorns, die na zes jaar volgroeid zijn en 100 tot 170 centimeter lang kunnen worden. Het record staat op 181 centimeter. Ook heeft het mannetje een rij lange franjeharen van de keel naar de hals.
Het vrouwtje wordt kleiner, 185 tot 235 centimeter lang, 100 tot 140 centimeter hoog en 120 tot 215 kilogram zwaar. Het vrouwtje heeft over het algemeen geen hoorns. De staart is bij beide geslachten middellang, 30 tot 55 centimeter lang, met een witte onderzijde en een zwarte punt.
De korte vacht is blauwig of gelig grijs tot roodbruin van kleur, met vier tot twaalf (gemiddeld zes tot tien) dunne, witte strepen op de rug. De vacht van mannetjes is meestal grijzer van kleur, vrouwtjes en jongen zijn roder. Bij oudere mannetjes wordt de vacht nog grijzer. De snuit is donkerder. Op de wang heeft hij een tot drie witte vlekken. Tussen de ogen, over de rug van de neus, loopt een helder witte streep. Ook de lippen en kin zijn wit. Over de rug, van de nek tot de staart, loopt een dunne maan van langere haren. De oren zijn groot en rond.

## Verspreiding en leefgebied
De grote koedoe leeft in droge boom- en struiksavannes, dichte struwelen en open bossen in de heuvelachtige streken van zuidelijk en oostelijk Afrika. In de regentijd komt hij voornamelijk in open boomsavannes voor. 's Nachts begeeft de koedoe zich in deze tijd ook op de open grassavannes om daar te grazen. In het droge seizoen trekt de koedoe zich terug naar bossen en struwelen nabij stromend water, en hoog de bergen in.

## Voedsel en leefwijze
Ze eten plantaardig voedsel, als bladeren, scheuten, klimplanten, bloemen, vruchten en knollen. In de regentijd eten ze ook gras en kruiden. Door zijn grootte kan de grote koedoe bij takken waar de meeste andere hoefdieren niet bij kunnen. Vocht halen ze voornamelijk uit het voedsel, en ze kunnen dagen overleven zonder te drinken. Als het dier echter in de buurt van water is, zal hij vaak drinken. Ze voeden zich voornamelijk in de vroege ochtend, de avondschemering en 's nachts; overdag schuilen ze op schaduwrijke plekken als in struikgewas.
De grote koedoe leeft in los groepsverband van twee tot vijfentwintig dieren (soms meer dan dertig dieren), bestaande uit volwassen vrouwtjes en hun nakomelingen. Ze leven echter meestal in kleine familiekuddes van vier of vijf dieren. Sommige dieren blijven gedurende enkele jaren bij elkaar, maar de meeste dieren wisselen regelmatig van kudde. In het regenseizoen leven de geslachten in gescheiden groepen. In het droge seizoen keren de dieren terug naar hun oude woongebied. Dan leven enkele kudden vrouwtjes in het woongebied van een dominant mannetje (gemiddeld 10 km²). Het dominante mannetje jaagt ieder mannetje weg die een vrouwtje op zijn woongebied probeert te benaderen.
Grote koedoes kunnen in gevangenschap tot 23 jaar oud worden.

## Voortplanting
Na een draagtijd van naar schatting zeven tot negen maanden wordt een jong geboren. Het vrouwtje zondert zich dan af van de rest van de kudde. Het jong houdt zich de eerste drie tot vijf weken verborgen, waarna het zijn moeder gaat vergezellen. Na een half jaar wordt het jong gespeend en wordt het onafhankelijk. Het jong trekt echter nog twee jaar op met de moeder. Vrouwtjes zijn geslachtsrijp na drie jaar, mannetjes na vijf jaar.

## Ondersoorten
Er zijn drie ondersoorten:
- Tragelaphus strepsiceros strepsiceros - Zuidelijk en oostelijk Afrika
- Tragelaphus strepsiceros chora - Noordoost-Afrika
- Tragelaphus strepsiceros cottoni - Tsjaad tot West-Soedan

## Bescherming
De grote koedoe is een vrij algemene soort, waarvan zo'n driehonderdduizend dieren in het wild voorkomen. In het zuiden van Afrika geniet het dier een grote populariteit onder trofeejagers. Om deze reden richten landeigenaren, die goed verdienen aan deze jagers, speciale gebieden in voor deze soort. Hierdoor is de soort zo goed als niet bedreigd. In Oost- en Centraal-Afrika is de situatie echter niet zo zeker. Stroperij, habitatvernietiging en runderziekten vormen hier een belangrijke bedreiging. Vooral in Somalië en Oeganda wordt de soort ernstig bedreigd. Over het algemeen is het echter een wijdverspreide, algemene soort.